# 82-я пехотная дивизия (вермахт)
82-я пехотная дивизия (нем. 82. Infanterie-Division) — тактическое соединение сухопутных войск вооружённых сил нацистской Германии периода Второй мировой войны.

## История
82-я пехотная дивизия была сформирована 1 декабря 1939 года в Касселе (9-й военный округ) во время 6-й волны мобилизации Вермахта. Дивизия была уничтожена советскими войсками в Каменец-Подольском котле в апреле 1944 года.

## Местонахождение
- с декабря 1939 по май 1940 (Германия)
- с мая 1940 по май 1942 (Франция)
- с мая 1942 по май 1944 (СССР)

## Подчинение
- 59-й армейский корпус 1-й танковой армии группы армий «Юг» (июнь 1943 — апрель 1944)

## Командиры
- генерал-майор Йозеф Леман (1 декабря 1939 — 1 апреля 1942)
- генерал-майор Фридрих Хоссбах (1 апреля — 6 июля 1942)
- генерал-лейтенант Альфред Бенч (6 июля 1942 — 31 января 1943)
- генерал-лейтенант Карл Фауленбах (31 января — 15 марта 1943)
- генерал-лейтенант Ганс-Вальтер Хэйне (15 марта 1943 — 10 мая 1944)

## Состав
- 158-й гренадерский полк (Grenadier-Regiment 158)
- 166-й гренадерский полк (Grenadier-Regiment 166)
- 168-й гренадерский полк (Grenadier-Regiment 168)
- 182-й артиллерийский полк (Artillerie-Regiment 182)
- 182-й сапёрный батальон (Pionier-Bataillon 182)
- 182-й противотанковый дивизион (Panzerjäger-Abteilung 182)
- 182-й батальон связи (Nachrichten-Abteilung 182)
- 182-й отряд материального обеспечения (Nachschubtruppen 182)
- 182-й полевой запасной батальон (Feldersatz-Bataillon 182)